# Cepivo BCG
Cepivo BCG [besežé] (BCG je okrajšava za bacille Calmette-Guérin, Calmette-Guérinov bacil) je cepivo proti tuberkulozi. Je živo cepivo, pripravljeno iz oslabljenega seva Mycobacterium bovis (Calmette-Guérinov bacil), ki je antigensko zelo podoben sevu Mycobacterium tuberculosis, ki povzroča bolezen pri človeku. Cepljenje v Sloveniji ni več obvezno za vse dojenčke. V državah, kjer tuberkuloza ni pogosta, se namreč priporoča le cepljenje novorojencev z visokim tveganjem za okužbo. Na zemljepisnih območjih, kjer je pa tuberkuloza pogosta, pa se priporoča cepljenje novorojencev čim prej po rojstvu z enim odmerkom cepiva. Priporoča se tudi cepljenje odraslih, ki predhodno še niso prejeli cepiva proti tuberkulozi in so pogosto izpostavljeni okužbi.

## Uporaba

### Tuberkuloza
Cepivo se primarno uporablja za preprečevanje tuberkuloze in se lahko daje novorojencem takoj po rojstvu. Daje se intrakutano (v kožo).
Cepivo je učinkovito v preprečevanju tuberkuloznega meningitisa in diseminirane tuberkuloze pri otrocih. Ne preprečuje pa primarne okužbe pljuč in reaktivacije latentne pljučne okužbe, ki je glavni izvor širjenja bacilov med prebivalstvom. Trajanje zaščite po cepljenju s cepivom BCG novorojencev ni dobro znano, zaščita naj bi padla po 10 do 20 letih.
Podatki iz kliničnih študij o učinkovitosti cepiva so različni in kažejo velike razlike med različnimi zemljepisnimi območji. Raziskave v Veliki Britaniji kažejo na 60- do 80-odstotno učinkovitost, podatki iz nekaterih delov sveta pa kažejo celo na popolno odsotnost zaščitnega učinka. Učinkovitost v državah bliže ekvatorju je po podatkih slabša.
Sistematični pregled literature iz leta 1994 navaja, da cepivo BCG zmanjša verjetnost za okužbo za 50 %. Razlike v učinkovitosti v povezavi z različnimi zemljepisnimi območji naj bi bili posledica različnih genetskih in okolijskih dejavnikov, izpostavljenosti drugim povzročiteljem bolezni ter tudi razlik v okoliščinah priprave cepiva (različni bakterijski sevi ter izbor gojišča).
Izsledki novejšega sistematičnega pregleda in metaanalize iz leta 2004 kažejo na 19- do 27-odstotno zmanjšanje tveganja za okužbo ter 71-odstotno zmanjšanje tveganja za napredovanje okužbe v aktivno obliko.

### Druge mikobakterijske okužbe
- Gobavost – cepivo BCG ščiti tudi proti gobavosti, in sicer je njegova učinkovitost glede na klinične študije 26- do 41-odstotna. Študije s kontrolami primerov in kohortne študije kažejo celo višjo učinkovitost (60 %).[12][13] Vendar pa se cepivo ne uporablja za preprečevanje gobavosti.
- Okužba Mycobacterium ulcerans – podatki kažejo na potencialno zaščito pri okužbi s to mikobakterijo, ki povzroča kožne okužbe v obliki bolezni, imenovane burulska razjeda.[14]

### Rak sečnika
Cepivo BCG se uporablja kot uspešna oblika imunoterapije in predstavlja standardno obliko zdravljenja bolnikov z rakom sečnika že od leta 1977. Zdravila na osnovi Calmette-Guérinovega bacila se uporabljajo za zdravljenje površinskega raka sečnika (ki ne vdira v mišico). Dokazi o učinkoviti imunoterapiji z vtočenjem cepiva BCG v sečnik pri takih oblikah raka so na voljo že od poznih 70-ih let prejšnjega stoletja. Mehanizem delovanja ni povsem poznan, kaže pa, da lokalna imunska reakcija pomaga pri boju proti tumorju. Imunoterapija z aplikacijo cepiva BCG v sečnik prepreči ponovitev površinskega raka sečnika v do 67 %.

## Neželeni učinki
Teden dni po cepljenju se na mestu vnosa (praviloma v koži na nadlahti) pojavi rdeča bunčica (papula), ki se nato nekaj tednov veča in lahko zraste tudi do 2 cm v premer. Njen vrh se lušči in lahko nastane razjeda, ki se v nekaj tednih pozdravi, tvori pa se brazgotina. Slednja je znak učinkovitega cepljenja.
Cepivo je treba aplicirati v kožo (intradermalno). Pri aplikaciji pod kožo (subkutano) lahko pride do lokalno zamejene okužbe, ki se lahko razširi v področne bezgavke in povzroči njihovo vnetje. Če je vnetje bezgavke gnojno, je lahko potrebna aspiracija z iglo, in če še vedno ne pride do ozdravitve, je lahko potrebna kirurška odstranitev z izrezanjem. Pri subkutanem vnosu cepiva lahko pride tudi do dolgotrajne ali globoke razjede, ognojka, granuloma ali hipertrofične brazgotine.
Redko lahko pride do tvorbe ognojka v prsnem ali zadnjičnem predelu zaradi razsoja po krvi ali mezgi. Zelo redka zapleta sta osteomielitis in meningitis. Pri hudih sistemskih zapletih se lahko uporabi zdravljenje s protituberkuloznimi zdravili.
Cepivo ni primerno za bolnike s pomanjkljivim imunskim sistemom, saj lahko pri njih povzroči razsejano (diseminirano) ali življenjsko ogrožajočo okužbo.  Od leta 2007 Svetovna zdravstvena organizacija zato več ne priporoča cepljenje otrok, okuženih s HIV-om, četudi je njihovo tveganje za okužbo s tuberkulozo visoko. V tej skupini otrok je sicer tveganje za pojav razsejane okužbe okoli 400 na 100.000.

## Zgodovina
Zgodovina razvoja cepiva proti tuberkulozi je močno povezana s cepivom proti črnim kozam. Leta 1854 je Jean Antoine Villemin prvi poročal o goveji tuberkulozi in njenem prenosu na človeka, Robert Koch pa je prvi razločil povzročitelja goveje tuberkuloze (Mycobacterium bovis) in povzročitelja tuberkuloze pri ljudeh (Mycobacterium tuberculosis).  Glede na uspehe cepljenja proti črnim kozam s cepivom, ki so ga že v 18. stoletju razvili iz sorodnega virusa, ki je povzročal kravje osepnice,  so predpostavljali, da bi lahko s pomočjo seva M. bovis pripravili učinkovito cepivo proti človeški tuberkulozi. Ob koncu 19. stoletja so v Italiji izvedli klinične preskuse z bakterijo M. bovis, vendar so bili rezultati strašljivi, saj se je izkazalo, da je M. bovis enako virulenten kot M. tuberculosis.
Francoski zdravnik in bakteriolog Albert Calmette ter njegov asistent in kasnejši kolega, veterinar Camille Guérin, zaposlena na Pasteurjevem inštitutu v francoskem Lillu, sta v letu 1908 preučevala različne virulentne seve bacila tuberkuloze v različnih gojiščih. Ugotovila sta, da v posebnem gojišču iz glicina, žolča in krompirja uspevajo bacili z manjšo virulentnostjo in preusmerila svoj cilj raziskav v iskanje sevov, ki bi bili dovolj oslabljeni, da bi bili primerni za cepivo. Sev BCG sta izolirala iz glicinsko-krompirjevega gojišča po 239-kratni subkultivaciji virulentnega seva. Z raziskavami sta nadaljevala v prvi svetovni vojni in leta 1919 pridobila avirulentni sev, ki ni bil več sposoben povzročiti bolezni pri poskusnih živalih. Leta 1919 sta se premestila na Pasteurjev inštitut v Parizu. Cepivo BCG so prvikrat nato uporabili pri človeku leta 1921.
Sprejemanje cepiva v javnosti je bilo počasno in hud zaplet s cepljenjem leta 1930 je močno otežil odobravanje javnosti. Poleti 1930 so namreč v nemškem Lübecku cepili 240 novorojencev v prvih desetih dneh po njihovem rojstvu. Pri domala vseh je prišlo do tuberkuloze in 72 jih je umrlo. Kasneje so ugotovili, da je bilo cepivo onesnaženo z virulentnim sevom, ki so ga hranili v istem inkubatorju z nevirulentnim sevom za pripravo cepiva. Zaradi tega dogodka so sledile pravne sankcije proti proizvajalcu. V široko uporabo je cepivo prišlo šele po drugi svetovni vojni.